# HMS Queen Charlotte (1790)
Pour les articles homonymes, voir HMS Queen Charlotte.

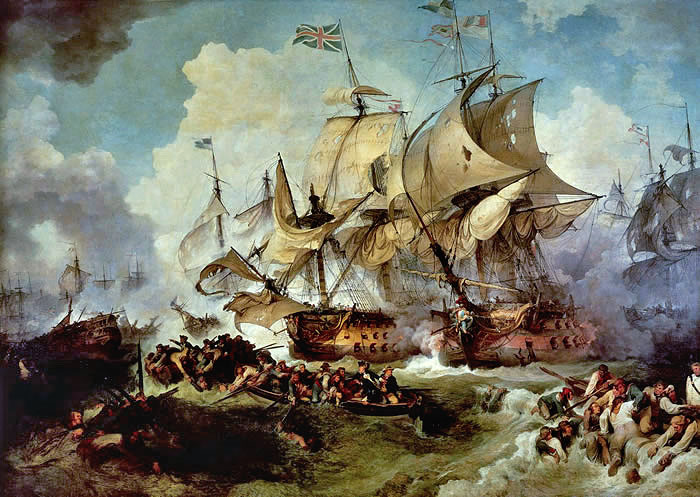
Lord Howe lors de la bataille du 13 prairial an II (1795) de Philippe-Jacques de Loutherbourg. Le Queen Charlotte combat le Montagne.

Le HMS Queen Charlotte est un vaisseau de ligne de 1er rang, sister-ship du HMS Royal George, armé de 100 canons et lancé le 15 avril 1790 qui explose en baie de Libourne en 1800.
Il participe à la bataille de Groix et à la bataille du 13 prairial an II. Dans cette dernière, il est le navire amiral de Richard Howe. En mars 1800, il est le vaisseau amiral de George Keith Elphinstone.
Un incendie accidentel se déclare à bord alors que le navire est en baie de Libourne. Les efforts de l'équipage ne peuvent empêcher l'explosion qui tue 673 marins et officiers.